# Giochi asiatici invernali
I Giochi asiatici invernali sono una manifestazione multisportiva, sul modello dei Giochi olimpici invernali, che viene organizzata ogni quattro anni ed è riservata ai Paesi aderenti al Consiglio Olimpico d'Asia (OCA).
È stato il Comitato Olimpico Giapponese a proporre per primo all'OCA l'organizzazione dei giochi invernali nel 1982. La prima edizione si svolse nel 1986 a Sapporo, Giappone. Ai primi giochi presero parte solamente 7 nazioni, ma all'ultima edizione di Almaty e Astana, Kazakistan hanno partecipato 26 dei 45 membri dell'OCA.

## Storia

### Sapporo 1986
I Giochi Asiatici Invernali vennero ospitati dalla città di Sapporo in Giappone, e si tennero dal 1º all'8 marzo. La città era pronta per ospitare la manifestazione grazie agli XI Giochi olimpici invernali che aveva ospitato nel 1972. Anche per questo il Consiglio Olimpico d'Asia decise di assegnarle l'organizzazione dei giochi, durante la seduta di Seul, Corea del Sud, del 1984.
Vennero disputate gare in 35 diverse discipline, all'interno di 7 sport:
- Sci alpino
- Biathlon
- Sci di fondo
- Pattinaggio di figura
- Hockey su ghiaccio
- Short track
- Pattinaggio di velocità

Solo sette nazioni parteciparono ai giochi:
| Cina     | Hong Kong      | India |
| Giappone | Corea del Sud  |       |
| Mongolia | Corea del Nord |       |

### Sapporo 1990
Anche la II edizione dei giochi fu ospitata dal Giappone a Sapporo, dal 9 al 14 marzo 1990. La manifestazione avrebbe dovuto essere organizzata dall'India che però rinunciò nel 1989. A questa edizione si aggiunsero come nazioni partecipanti: Taipei Cinese, Iran e le Filippine.

## Edizioni
|      |                                | Sede                      |                           |
| 1986 | I Giochi asiatici invernali    | Giappone (bandiera)       | Giappone (bandiera)       |
| 1986 | I Giochi asiatici invernali    | Sapporo                   | Giappone                  |
| 1990 | II Giochi asiatici invernali   | Giappone (bandiera)       | Giappone (bandiera)       |
| 1990 | II Giochi asiatici invernali   | Sapporo                   | Giappone                  |
| 1996 | III Giochi asiatici invernali  | Cina (bandiera)           | Cina (bandiera)           |
| 1996 | III Giochi asiatici invernali  | Harbin                    | Cina                      |
| 1999 | IV Giochi asiatici invernali   | Corea del Sud (bandiera)  | Corea del Sud (bandiera)  |
| 1999 | IV Giochi asiatici invernali   | Kangwon                   | Corea del Sud             |
| 2003 | V Giochi asiatici invernali    | Giappone (bandiera)       | Giappone (bandiera)       |
| 2003 | V Giochi asiatici invernali    | Aomori                    | Giappone                  |
| 2007 | VI Giochi asiatici invernali   | Cina (bandiera)           | Cina (bandiera)           |
| 2007 | VI Giochi asiatici invernali   | Changchun                 | Cina                      |
| 2011 | VII Giochi asiatici invernali  | Kazakistan (bandiera)     | Kazakistan (bandiera)     |
| 2011 | VII Giochi asiatici invernali  | Almaty – Astana           | Kazakistan                |
| 2017 | VIII Giochi asiatici invernali | Giappone (bandiera)       | Giappone (bandiera)       |
| 2017 | VIII Giochi asiatici invernali | Sapporo – Obihiro         | Giappone                  |
| 2025 | IX Giochi asiatici invernali   | Cina (bandiera)           | Cina (bandiera)           |
| 2025 | IX Giochi asiatici invernali   | Harbin                    | Cina                      |
| 2029 | X Giochi asiatici invernali    | Arabia Saudita (bandiera) | Arabia Saudita (bandiera) |
| 2029 | X Giochi asiatici invernali    | Trojena                   | Arabia Saudita            |

## Medagliere
| #      | Nazione        | Oro | Argento | Bronzo | Totale |
| ------ | -------------- | --- | ------- | ------ | ------ |
| 1      | Giappone       | 111 | 123     | 89     | 323    |
| 2      | Cina           | 82  | 71      | 96     | 249    |
| 3      | Kazakistan     | 69  | 51      | 44     | 164    |
| 4      | Corea del Sud  | 58  | 65      | 76     | 199    |
| 5      | Corea del Nord | 1   | 4       | 11     | 16     |
| 6      | Uzbekistan     | 1   | 2       | 4      | 7      |
| 7      | Libano         | 1   | 1       | 0      | 2      |
| 8      | Mongolia       | 0   | 1       | 6      | 7      |
| 9      | Iran           | 0   | 1       | 2      | 3      |
| 10     | Kirghizistan   | 0   | 0       | 1      | 1      |
| Totale | Totale         | 323 | 319     | 329    | 971    |